# Тейлор, Салли
Са́ра Мари́я «Са́лли» Те́йлор (англ. Sarah Maria «Sally» Taylor; 7 января 1974, Мартас-Винъярд, Массачусетс, США) — американская певица, автор песен и композитор.

## Биография
Сара Мария Тейлор (настоящее имя Салли Тейор) родилась 7 января 1974 года в Мартас-Винъярде (штат Массачусетс, США) в семье музыкантов Джеймса Тейлора (род. 1948) и Карли Саймон (род. 1945), которые были женаты в 1972—1983 года. У Салли есть младший брат — Бен Тейлор (род. 1977), а также младшие сводные братья-близнецы по отцу от его третьего брака с Кэролайн Смедвиг — Генри Тейлор и Руфус Тейлор (род. 2001).
Салли начала свою музыкальную карьеру в начале 1990-х годов. В 1999—2002 года Тейлор гастролировала с Кенни Кастро, Кайлом Коммерфором, Брайаном МакРэйем, Дином Олденкоттоми Крисом Соси.
С сентября 2004 года Салли замужем за Дином Брагонье. У супругов есть сын — Бодхи Тейлор Брагонье (род.04.10.2007).